# Comté de Sacramento
Pour les articles homonymes, voir Sacramento (homonymie).
Le comté de Sacramento (en anglais : Sacramento County) est un comté américain de l'État de Californie. Il compte 1 585 055 habitants lors du recensement des États-Unis de 2020. La ville de Sacramento est le siège du comté et la capitale de la Californie, accueillant de ce fait les institutions gouvernementales de l'État.

## Histoire
Le comté de Sacramento est un des comtés d'origine de la Californie qui ont été créés en 1850, lorsque l'État a rejoint l'Union.
Le comté tient son nom du fleuve Sacramento qui constitue sa frontière à l'ouest. Le fleuve avait été nommé par l'officier de cavalerie espagnol Gabriel Moraga « Santisimo Sacramento » (« plus saint des sacrements ») en référence à l'Eucharistie catholique.
Alexander Hamilton Willard, un membre de l'expédition Lewis et Clark (première traversée des États-Unis par terre jusqu'au Pacifique) est enterré au cimetière de Franklin dans le comté.

## Géographie
La superficie totale du comté de Sacramento est de 2 498 km2, répartis en 2 422 km2 (96,95 %) de terre et 78 km2 (3,05 %) d'eau.
Le comté se situe au centre de la Vallée Centrale de Californie, principale région agricole de l'État, et dans la Gold Country. La majorité des terres du comté vont du delta entre le fleuve Sacramento et le fleuve San Joaquin au sud, jusqu'à une quinzaine de kilomètres au nord de la capitale d'État Sacramento, et jusqu'au pied des montagnes de la Sierra Nevada à l'est. Une excroissance au sud du comté descend jusque dans la baie de San Francisco.
Les cours d'eau principaux du comté sont l'American River, le fleuve Sacramento et son affluent le Dry Creek.

### Situation

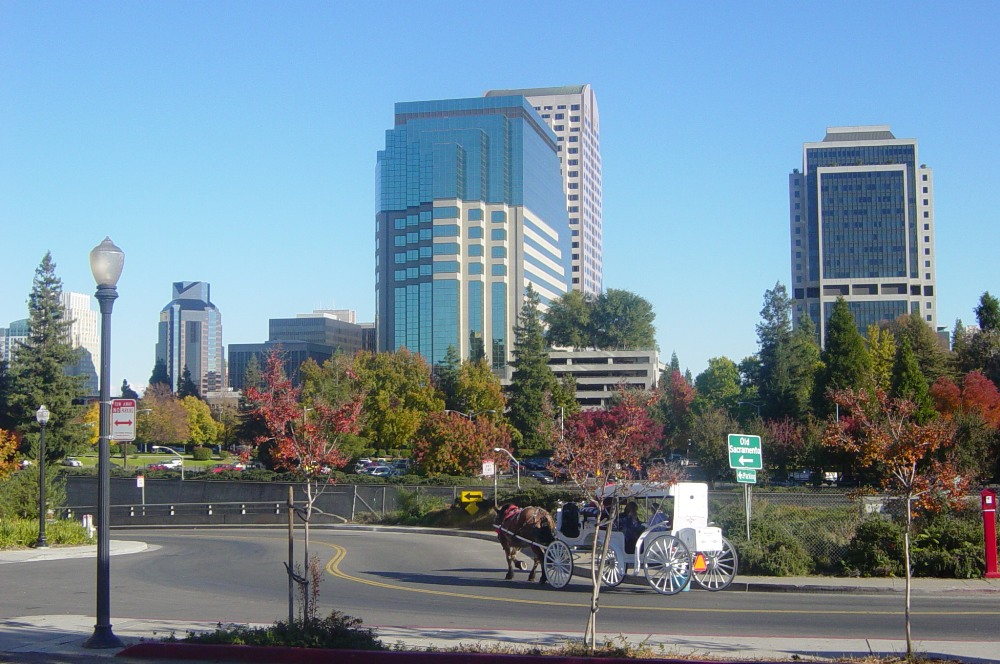
Sacramento.

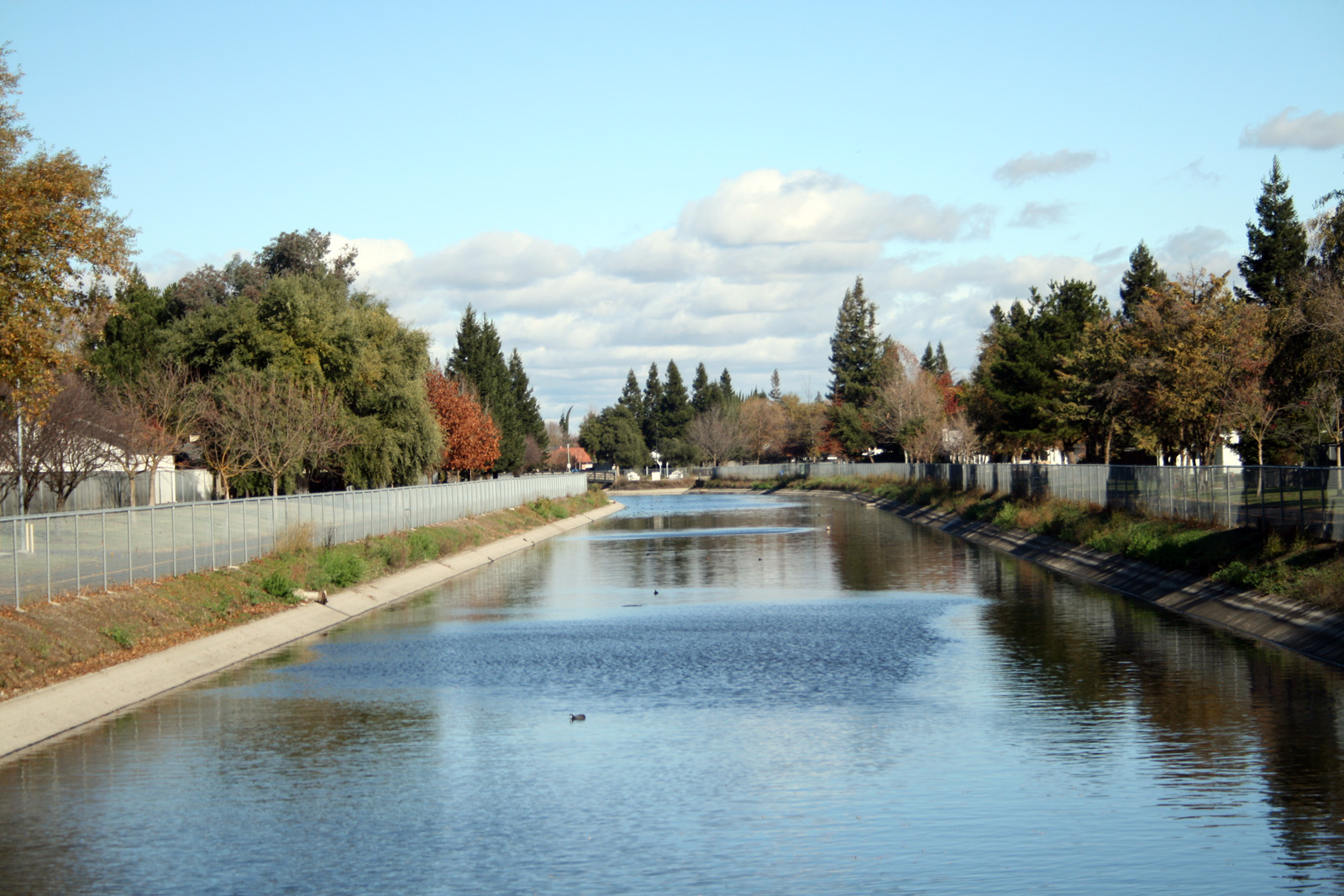
Pocket-Greenhaven.

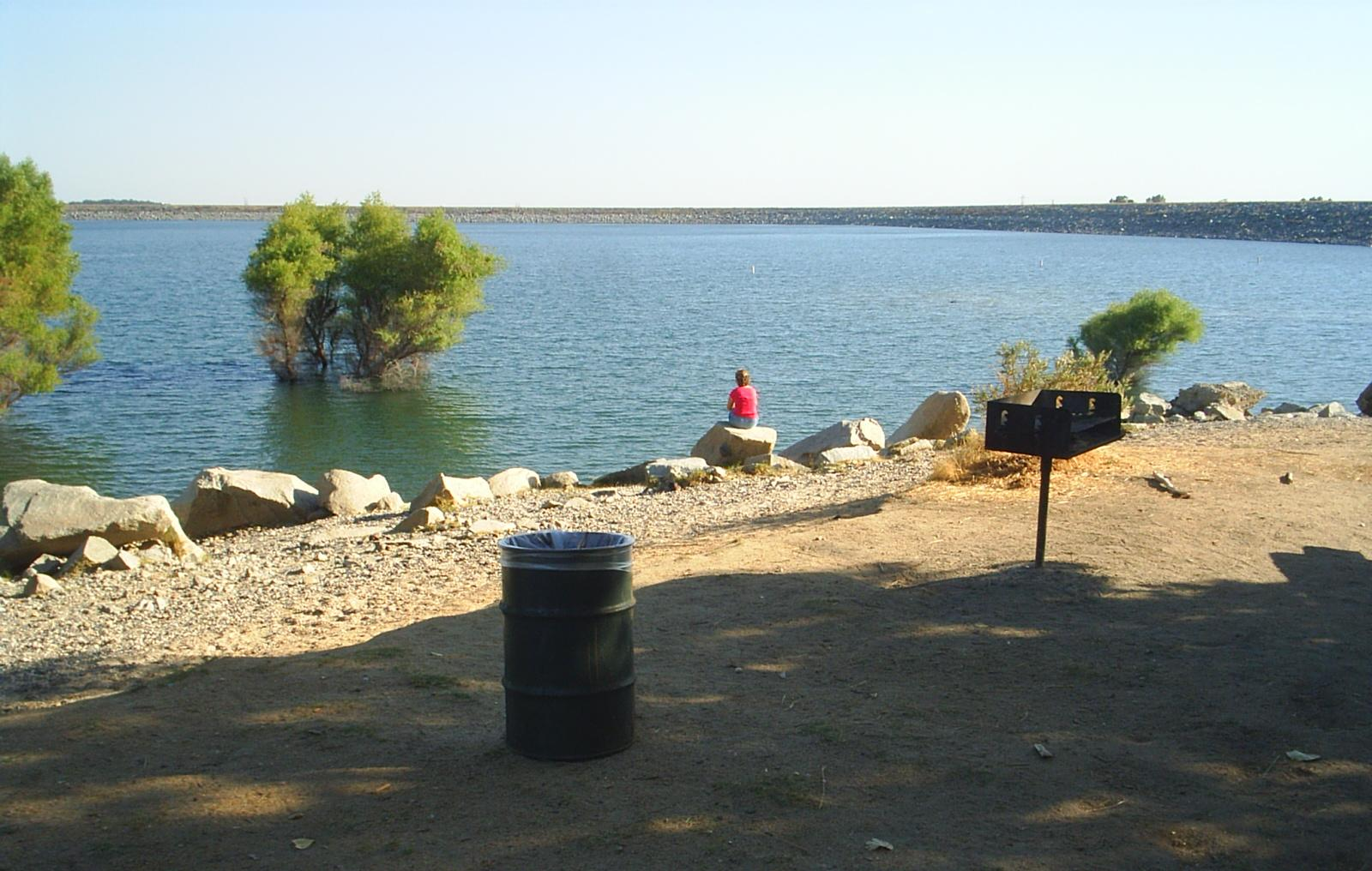
Le lac Folsom s'étale sur les comtés de Sacramento, Placer et El Dorado.

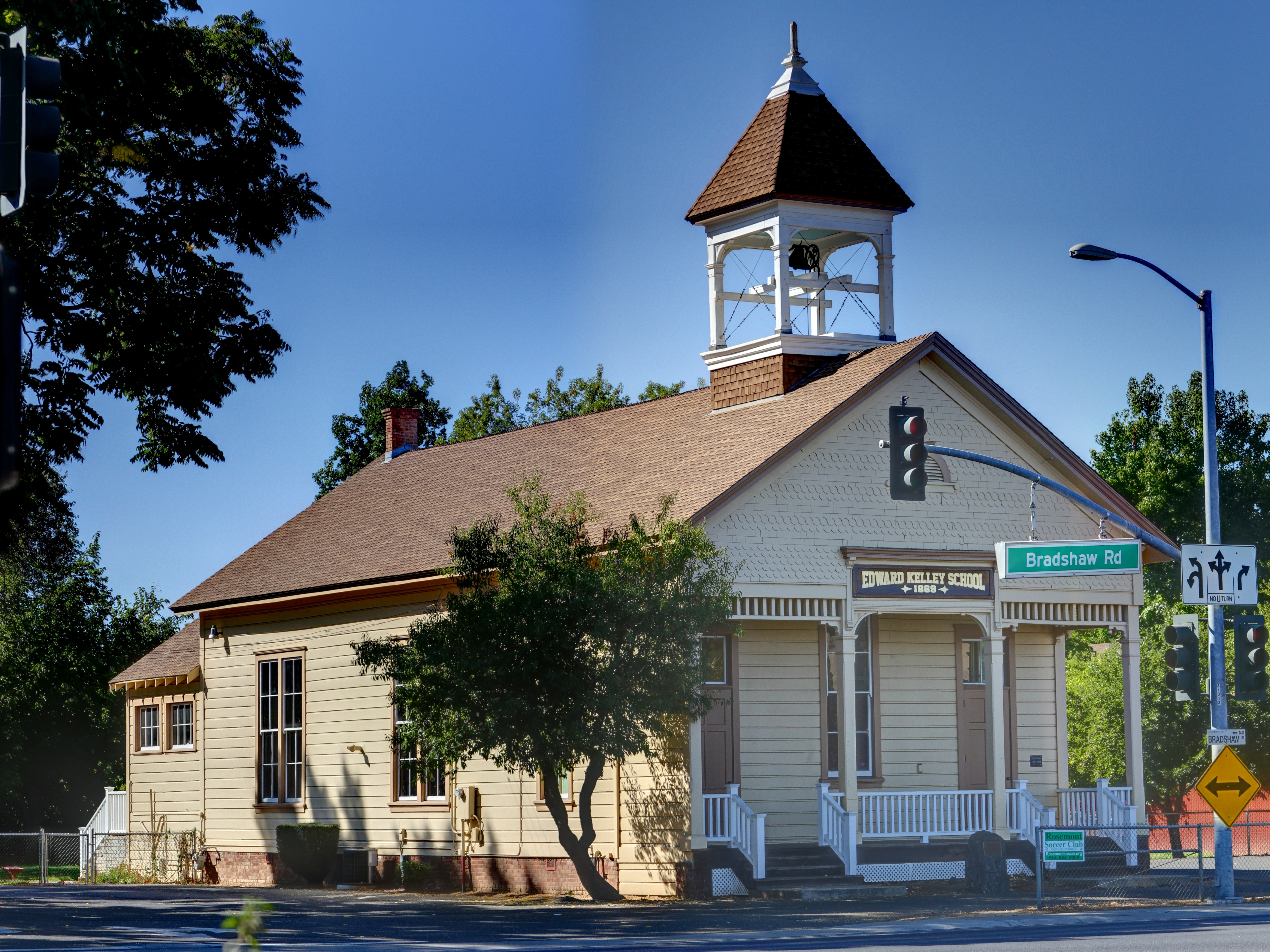
L'Edward Kelley School bâtiment historique de Sacramento.

Le comté de Sacramento est frontalier à 8 autres comtés, tous californiens.
| Comté de Yolo         | Comté de Sutter      | Comté de Placer                   |
| Comté de Solano       | comté de Sacramento  | Comté d'El Dorado, Comté d'Amador |
| Comté de Contra Costa | Comté de San Joaquin |                                   |

### Localités

#### Villesincorporées
- Citrus Heights (incorporée en 1997)
- Elk Grove (incorporée en 2000)
- Folsom (incorporée en 1946)
- Galt (incorporée en 1946)
- Isleton (incorporée en 1923)
- Rancho Cordova (incorporée en 2003)
- Sacramento (incorporée en 1850)

#### Villesdésignées par recensement
| - Antelope - Arden Arcade - Carmichael - Del Paso Heights - Elverta - Fair Oaks | - Florin - Foothill Farms - Gold River - Hagginwood - Herald - La Riviera | - Laguna - Locke - Natomas - North Highlands - Orangevale - Parkway-South Sacramento | - Rancho Murieta - Rio Linda - Rosemont - Vineyard - Walnut Grove - Wilton |

### Zone protégée
Refuge sauvage national de Stone Lakes (en).

## Administration et politique
Le comté de Sacramento est gouverné par un comité de superviseurs de cinq membres élus qui suivent la charte et le code du comté de Sacramento. Le comté est administré par le county executive nommé par le comité de superviseurs, ainsi qu'un assesseur, un procureur de district, un shérif et un comité pour l'éducation.
Le comté de Sacramento est partagé lors des élections présidentielles. Les candidats du Parti démocrate ont remporté les 8 derniers votes (de 1992 à 2020) pour les élections présidentielles, mais ils ne l'ont fait avec la majorité que quatre fois dans cette période, en 2008 et 2012 avec Barack Obama, en 2016 avec Hillary Clinton et en 2020 avec Joe Biden. Le dernier candidat républicain à l'élection présidentielle à avoir remporté une majorité dans le comté est George H. W. Bush, en 1988.
À la Chambre des représentants des États-Unis, le comté compose le 5e district congressionnel de Californie, une partie du 3e district, ainsi que des portions du 4e et du 10e. Pour la législature 2020-2021, les 3e et 4e districts sont représentés respectivement par John Garamendi et Tom McClintock, respectivement démocrate et républicain, tandis que les districts 5 et 10 sont représentés respectivement par les démocrates Mike Thompson et Josh Harder.
À l'Assemblée californienne, le comté représente entièrement le 9e district, ainsi que des portions des 4e, 5e, 10e et 15e districts. Pour la session 2020-2021, Le 4e district est représenté par une démocrate, Cecilia Aguiar-Curry, tout comme les tandis que les 9e (Jim Cooper), 10e (Marc Levine) et 15e districts (Buffy Wicks), tandis que le 5e (Frank Bigelow), est représenté par un républicain.
Au Sénat californien, le comté représente entièrement le 6e district, et des portions des 1er et 5e districts sont situés dans le comté. Le 1er district est représenté par le républicain Brian Dahle. Les districts 5 et 6 sont respectivement représentés par les démocrates Susan Eggman et Richard Pan.

## Transports

### Transports publics
Un service de bus et de rail urbain est délivré par la Sacramento regional Transit à Sacramento et des villes alentour telles que Rancho Cordova, Citrus Heights et Rosemont. Sacramento abrite 60,2 km de rail urbain.
Le port de Sacramento voit passer 790 000 tonnes de transport marchand chaque année.

### Aéroports
Le Sacramento International Airport (Aéroport international de Sacramento), propriété du comté, est le principal aéroport. Mais le comté est aussi propriétaire du Sacramento Mather Airport, ancienne base de l'Air Force cédée en 1993 et du Sacramento Executive Airport.
Le code IATA du Sacramento International Airport d'où partent et arrivent la plupart des vols internationaux est SMF.

## Démographie
En 2010, selon les données établies par le Bureau du recensement des États-Unis, le comté de Sacramento abritait une population de 1 418 788 personnes. La répartition ethnique se décomposait principalement en 57,5 % de Blancs, 15,4 % d'Afro-Américains et 14,3 % d'Asiatiques. 21,6 % des personnes recensées se disaient en outre Hispanique ou Latino.
Sur les 513 945 ménages du comté, 66 % abritaient des familles, 32 % avec au moins un enfant de moins de 18 ans. 45 % des foyers étaient occupés par un couple marié. La taille moyenne d'un ménage était de 2,71 personnes, celle d'une famille était de 3,31 personnes.
Le revenu médian par ménage entre 2006 et 2010 était de 56 439 dollars.
| 1850  | 1860   | 1870   | 1880   | 1890   | 1900   |
| ----- | ------ | ------ | ------ | ------ | ------ |
| 9 087 | 24 142 | 26 830 | 34 390 | 40 339 | 45 915 |

| 1910   | 1920   | 1930    | 1940    | 1950    | 1960    |
| ------ | ------ | ------- | ------- | ------- | ------- |
| 67 806 | 91 029 | 141 999 | 170 333 | 277 140 | 502 778 |

| 1970    | 1980    | 1990      | 2000      | 2010      | 2020      |
| ------- | ------- | --------- | --------- | --------- | --------- |
| 631 498 | 783 381 | 1 041 219 | 1 223 499 | 1 418 788 | 1 585 055 |